# Hypericum linarioides
Hypericum linarioides är en johannesörtsväxtart. Hypericum linarioides ingår i släktet johannesörter, och familjen johannesörtsväxter.

## Underarter
Arten delas in i följande underarter:
- H. l. alpestre
- H. l. linarioides